# Mary Hutton
Mary Hutton (ur. 1794, zm. 1859) – angielska poetka, wywodząca się z ludu, urodzona w Wakefield jako Mary Taylor. Należała do czartystów.